# Kasteel van Ventadour (Corrèze)
Het Kasteel van Ventadour (Frans: Château de Ventadour) is een kasteel in de Franse gemeente Moustier-Ventadour. Het kasteel is een beschermd historisch monument sinds 1840.